# Lips (jogo eletrônico)
Lips é um jogo do Xbox 360. O jogo consiste em um sistema de karaokê avançado. Foi criado pela Microsoft. Traz microfones sem fio sensíveis ao movimento e a possibilidade de cantar as músicas da sua própria coleção de canções sem direitos digitais. Keiichi Yano, o desenvolvedor responsável por alguns dos jogos de música mais amados do mercado, traz sua visão de entretenimento musical social e cooperativo ao jogo que faz você cantar, com efeitos sonoros interativos e músicas.
- Dois microfones sem fio interativos: com luzes, sensores de movimento interativos e cheios de estilo, os microfones respondem às ações do cantor e podem ser utilizados como acompanhamento de percussão. Com a liberdade e o estímulo fornecido pelos microfones sem fio de alta qualidade, todo mundo pode realizar o sonho de ser um cantor de sucesso, com muito estilo.
- A melhor música: Lips já vem com um variado conjunto de músicas, incluindo os seus hits antigos favoritos, como "Bust a Move", de Young MC, além de novas músicas como "Mercy", de Duffy, e "Young Folks", de Peter Bjorn e John.

- Cante a sua coleção de músicas: personalize sua experiência com as músicas que realmente importam, cantando com amigos qualquer música sem direitos digitais de sua própria coleção.
- Toque junto: com o controle padrão do Xbox 360, até quatro pessoas podem se unir à diversão e escolher entre vários acompanhamentos de percussão para participar da música. Ao assumir o controle de vários tamborins, palmas e, é claro, o sempre presente ritmo nas pontas dos dedos com um controle. Você terá uma experiência de entretenimento social para amigos, família e crianças!